# Sông Đắk Trúc
Sông Đắk Trúc (tên khác: Sông Đăk Riêng) là một con sông đổ ra Sông Trà Sơn trong mạng lưới sông Kôn. Sông có chiều dài 18 km và diện tích lưu vực là 83 km². Sông Đắk Trúc chảy qua các tỉnh Gia Lai, Bình Định.
Sông Đắk Trúc bắt nguồn từ vùng núi với đỉnh núi cao 1884 m 14°21′22″B 108°36′03″Đ / 14,356059°B 108,600703°Đ ở đông nam xã Sơn Lang huyện Kbang tỉnh Gia Lai. Sông chảy uốn lượn về đông nam sang tỉnh Bình Định, đỏ vào Sông Trà Sơn.

## Thủy điện
Thủy điện Trà Xom xây dựng với đập chính trên dòng Đăk Trúc 14°18′18″B 108°41′18″Đ / 14,305099°B 108,688405°Đ, tại vùng đất xã Vĩnh Sơn huyện Vĩnh Thạnh tỉnh Bình Định. Nhà máy điện ở xã Vĩnh Kim, bên bờ Sông Trà Sơn 14°17′21″B 108°43′17″Đ / 14,289254°B 108,721264°Đ. Thủy điện có công suất lắp máy 20 MW, sản lượng điện hàng năm 86 triệu KWh, khởi công tháng 01/2008, hoàn thành năm 2013.